# Sarah Pommerien
Sarah Pommerien (* 12. August 1992) ist eine deutsche Sportschützin.

## Leben und Vereine
Pommerien wuchs laut einem Interview „in einem kleinen Dorf in der Lüneburger Heide“ auf, wo sie durch ihre Mutter zum Schießsport gekommen war. Bis 2010 trat sie bei Wettkämpfen für den SC Linden 69 unter Walter Schröder und ab 2011 für die BSG 1545 unter Trainer Herbert Hofmann an. Seit 2013 ist sie zudem Mitglied im Verein Freischütz Veltenhof, für welchen sie seit 2014 bei Wettkämpfen antritt.
2009 begann sie eine Ausbildung zur Physiklaborantin an der TU Braunschweig, welche sie im Jahr 2012 abschloss. Danach arbeitete sie bis 2016 im erlernten Beruf an der TU Braunschweig.

## Sportliche Erfolge (Auswahl)
| Jahr | Disziplin / Altersgruppe                    | Wettkampf                | Platzierung |
| ---- | ------------------------------------------- | ------------------------ | ----------- |
| 2010 | Laufende Scheibe 10 m / Junioren w Team     | Weltmeisterschaft        | 2.          |
| 2010 | Laufende Scheibe 10 m mix / Junioren w Team | Weltmeisterschaft        | 2.          |
| 2011 | Laufende Scheibe 10 m / Junioren w Team     | Europameisterschaft      | 2.          |
| 2011 | Laufende Scheibe 10 m mix / Junioren w Team | Europameisterschaft      | 3           |
| 2012 | Laufende Scheibe 10 m / Junioren w Team     | Weltmeisterschaft        | 2.          |
| 2012 | Laufende Scheibe 10 m mix / Junioren w Team | Weltmeisterschaft        | 2.          |
| 2013 | Laufende Scheibe 10 m mix / Schützen Team   | Deutsche Meisterschaften | 3.          |